# Franc Kopatin
Slovenski gospodarstvenik, nogometaš in nogometni funkcionar.

#### Mladost
Franc Kopatin se je rodil v Podnanosu, kjer je obiskoval prve 4 razrede osnovne šole. Višje razrede osnovne šole je obiskoval v Vipavi, nato pa v Ajdovščini končal Srednjo ekonomsko šolo. Takoj po srednji šoli se je leta 1968 zaposlil v Luki Koper, nato pa odšel k vojakom v šolo rezervnih oficirjev v Bilečo. Po vrnitvi pa nadaljeval študij na Ekonomsko poslovni fakulteti v Mariboru.

#### Poslovna pot
Po vrnitvi iz Luke Koper je nadaljeval poslovno kariero v komercialni službi Tovarne pohištva LIPA, kjer je ostal 5 let. Po 18. letih dela na Splošno kovinskem podjetju v  Ajdovščini, kjer je bil 12 let vodja komerciale, je leta 1989 ustanovil podjetje za oskrbo zdravstva COMBIC d.o.o., kjer je bil direktor 20 let, to je do upokojitve. Je tudi ustanovni član Lions kluba Nova Gorica.

#### Nogometna kariera
Nogometno pot je Franc Kopatin začel v NK Vipava, kjer je igral za vse mlajše selekcije in za člansko ekipo. V času službovanja v Luki Koper je bil eno leto član NK Koper, nato pa se leta 1969 registriral za NK Primorje. Zaradi hude poškodbe noge na tekmi leta 1975 je bil primoran zaključiti svojo igralsko kariero.

#### Nogometno funkcionarska kariera
Od leta 1972 – 2004 je bil Franc Kopatin neprekinjeno, več kot 30 let član IO NK Primorja. V letih od 1981 – 1984 je bil predsednik NK Primorja. Bil je aktiven tudi v MNZ Nova Gorica in bil tam 8 let podpredsednik, v obdobju 2002 - 2014 pa predsednik medobčinske nogometne zveze Nova Gorica.
V obdobju 1976 – 1980 je bil predsednik finančne komisije NZS in 1980 – 1984 predsednik finančne komisije FSJ. V NZS je bil več mandatov tudi predsednik mednarodne in mladinske komisije. V obdobjih 2009 – 2015 je bil Franc Kopatin podpredsednik Nogometne zveze Slovenije. Bil je delegat na več kongresih FIFA in UEFA.

#### Priznanja
1975 -  Plaketa občine Ajdovščina ob 30. letnici telesne kulture
1994 – Priznanje za 20 let dela v Lionizmu
1996 – Plaketa Nogometne zveze Slovenije
2012 – Plaketa mesta Gradiška /IT/ in CONI province Gorica / IT/
2018 – Priznanje »Častni član NZS«
2022 – Bloudkova plaketa leta 2021 za pomemben prispevek k razvoju slovenskega športa
2022 – Velika statua Športne zveze Vipava za življenjsko delo

#### Publikacije
1997 - Zbornik ob 75. letnici nogometa v Ajdovščini
2014 – Zbornik ob 20. letnici Lions kluba Nova Gorica
2020 – Zbornik ob 30. Letnici družbe COMBIC d.o.o.
2022 – Avtobiografski roman »Nogomet je življenje«